# Christine Lahti

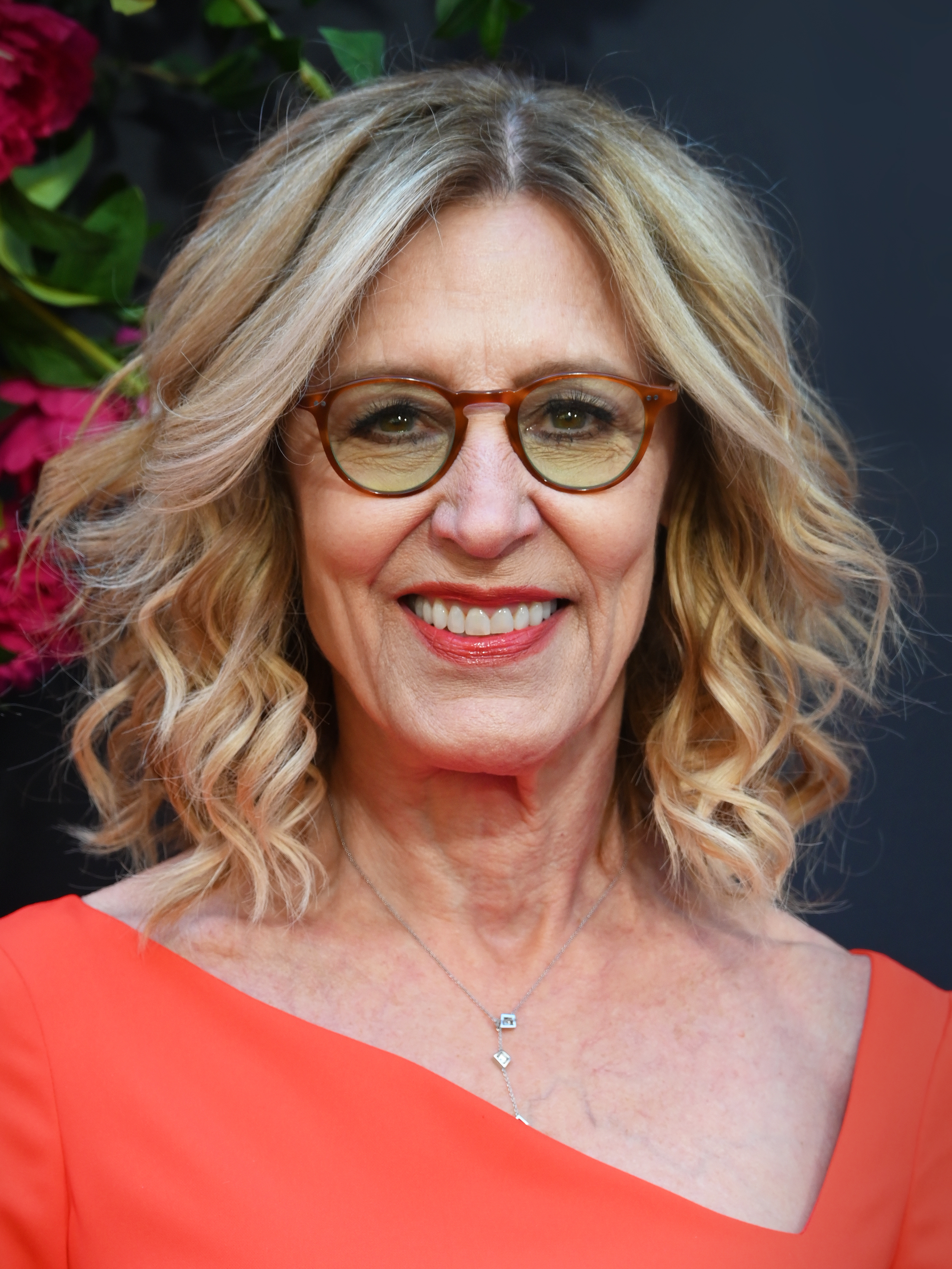
Christine Lahti (2025)

Christine Lahti (* 4. April 1950 in Birmingham, Michigan) ist eine US-amerikanische Schauspielerin finnischer Abstammung.

## Karriere
Bevor sich Lahti als Schauspielerin etablieren konnte, verdiente sie sich ihren Lebensunterhalt in New York als Kellnerin und als Pantomimin im Central Park, ist aber inzwischen seit vielen Jahren eine vielbeschäftigte Fernsehschauspielerin, die regelmäßig in insbesondere für das US-Fernsehen produzierten Filmen und Serien auftritt sowie vereinzelt auch in Kinoproduktionen.

In Deutschland wurde sie vor allem durch ihre Rolle der alleinerziehenden, feministischen Herzchirurgin Dr. Kate Austin in der Krankenhausserie Chicago Hope – Endstation Hoffnung bekannt, die sie von 1995 bis 1999 verkörperte. Sie führte bei mehreren Folgen von Chicago Hope auch Regie und darüber hinaus bei zwei Spielfilmen.
Seit 2012 spielt sie in der dritten Staffel von Hawaii Five-0 die Rolle der totgeglaubten Mutter des Serien-Protagonisten Steve McGarrett, die ehemalige CIA-Agentin Doris McGarrett.

## Privatleben
Christine Lahti ist seit 1983 mit dem US-amerikanischen Regisseur und Filmproduzenten Thomas Schlamme verheiratet, mit dem sie drei Kinder hat.

## Auszeichnungen

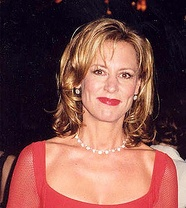
Christine Lahti bei der Verleihung der Emmys 1997

Christine Lahti wurde bereits mit allen bedeutenden Film- und Fernsehpreisen der USA ausgezeichnet. 1996 erhielt sie gemeinsam mit Jana Sue Memel einen Oscar für den Kurzfilm Lieberman in Love, bei dem sie als Regisseurin und Darstellerin fungiert hatte. Bereits 1985 war sie für ihre Nebenrolle in dem Film Swing Shift – Liebe auf Zeit für den Oscar nominiert.
Den Fernsehpreis Emmy erhielt sie 1998 für ihre Rolle in Chicago Hope, darüber hinaus war sie fünf weitere Male für den Emmy nominiert.
1990 gewann sie ihren ersten Golden Globe für ihre darstellerische Leistung in dem Fernsehdrama Brennendes Schicksal. Einen zweiten Golden Globe erhielt Christine Lahti 1998 für Chicago Hope. Zum Zeitpunkt der Verleihung des Preises war sie zunächst auf der Toilette und kam verspätet auf die Bühne. Diese Begebenheit parodierte sie danach bei vielen Gelegenheiten und betrat 1999 bei der Verleihung der Golden Globes die Bühne mit einem Streifen Klopapier am Schuh.

## Filmografie (Auswahl)

### Als Schauspielerin
- 1978: Dr. Scorpion
- 1978: The Harvey Korman Show (Fernsehserie, 5 Episoden)
- 1979: … und Gerechtigkeit für alle (…And Justice for All)
- 1981: Ist das nicht mein Leben?
- 1984: Swing Shift – Liebe auf Zeit (Swing Shift)
- 1987: Amerika (Fernsehserie, 6 Episoden)
- 1988: Die Flucht ins Ungewisse (Running on Empty)
- 1989: Liebe, Stress und Fieberkurven (Gross Anatomy)
- 1989: Brennendes Schicksal (No Place Like Home)
- 1990: Kein Baby an Bord (Funny About Love)
- 1991: Der Doktor – Ein gewöhnlicher Patient (The Doctor)
- 1991: Ungewisse Liebe (Crazy from the Heart)
- 1992: Agoraphobia – Die Angst im Kopf (The Fear Inside)
- 1992: Auf und davon (Leaving Normal)
- 1994: Frasier (Fernsehserie, Episode 1x22, nur Stimme)
- 1995: Lieberman in Love
- 1995–1999: Chicago Hope (Fernsehserie, 96 Episoden)
- 1995: Hideaway – Das Böse (Hideaway)
- 1996: Mr. Traffic
- 1996: Schönes Wochenende (A Weekend in the Country)
- 2001: Ally McBeal (Fernsehserie, Episode 4x21)
- 2003: Auschwitz – Out of the Ashes (Out of the Ashes)
- 2004: Mein neues Leben (Fernsehfilm) (Revenge of the Middle-Aged Woman)
- 2005: Jack & Bobby (Fernsehserie, 22 Episoden)
- 2008: Smart People
- 2009: Obsessed
- 2009–2011: Law & Order: Special Victims Unit (Fernsehserie, 7 Episoden)
- 2010: Flying Lessons
- 2012–2013, 2016, 2019: Hawaii Five-0 (Fernsehserie, 10 Episoden)
- 2015: Grace and Frankie (Fernsehserie, Episode 1x4)
- 2015–2017: The Blacklist (Fernsehserie, 13 Episoden)
- 2015–2016: The Good Wife (Fernsehserie, 2 Episoden)
- 2018: Gone Baby Gone (Fernsehfilm)
- 2019: Der wunderbare Mr. Rogers (A Beautiful Day in the Neighborhood )
- 2019–2024: Evil (Fernsehserie)
- 2020: Lass es, Larry! (Curb Your Enthusiasm, Fernsehserie, Episode 10x03)

### Als Regisseurin
- 2001: My First Mister